# 羅伯德爾 (北卡羅萊納州)
羅伯德爾（英語：Roberdel）是位於美國北卡羅萊納州里奇蒙縣的普查規定居民點。

## 人口
根據2020年美國人口普查的數據，羅伯德爾的面積為1.76平方千米，當中陸地面積為1.71平方千米，而水域面積為0.05平方千米。當地共有人口246人，而人口密度為每平方千米139.77人。